# 艾格维沃 (奥德省)
艾格维沃（法語：Aigues-Vives，法語發音：[ɛɡ viv] ⓘ）是法国奥德省的一个市镇，位于该省中北部，属于卡尔卡松区。

## 地理
艾格维沃（43°13'51"N, 2°32'0"E）面积10.21 平方千米，位于法国奧克西塔尼大區奥德省，该省份为法国南部沿海省份，北起塔恩省，西北接上加龙省，西接阿列日省，南至东比利牛斯省，东临地中海，东北与埃罗省接壤。
与艾格维沃接壤的市镇（或旧市镇、城区）包括：巴当、洛尔米内尔瓦、马塞耶特、尔约米内尔瓦、圣弗里舒。

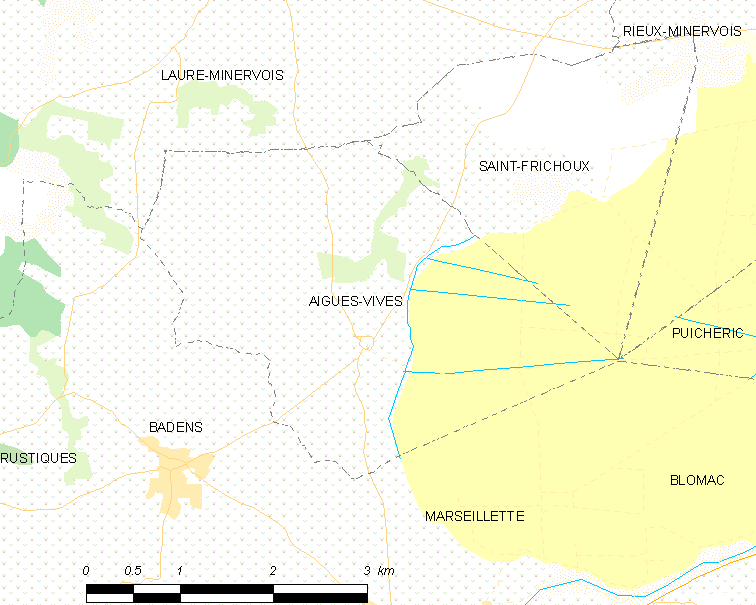
的OSM定位图

艾格维沃的时区为UTC+01:00、UTC+02:00（夏令时）。

## 行政
艾格维沃的邮政编码为11800，INSEE市镇编码为11001。

## 政治
艾格维沃所属的省级选区为上密涅瓦县。

## 人口

1962-2008年间人口变化图示

艾格维沃于2022年1月1日时的人口数量为536人。